# 奥兰治县角斗士队
奥兰治县角斗士队（Orange County Gladiators）是新美国篮球协会的一支扩充球队，球队在2007年开始参加ABA联盟赛事。